# Élections législatives béninoises de 2019
Les élections législatives béninoises de 2019 se déroulent le dimanche 28 avril 2019, afin de renouveler les 83 sièges de l'Assemblée nationale du Bénin.
Seuls deux partis soutenant le président Patrice Talon sont autorisés à concourir, l'ensemble de l'opposition ayant échoué à faire valider ses listes à la suite de la mise en place d'un code électoral plus restrictif par le gouvernement.
L'opposition, la société civile et des ONG comme Amnesty International dénoncent ce qu'elles considèrent être une dérive du pouvoir, dans un pays jusqu'alors considéré comme un modèle en termes de démocratie sur le continent africain. Sont particulièrement critiquées la coupure d'accès à Internet et aux réseaux sociaux pendant le scrutin, et l'arrestation d'opposants et de journalistes survenues au cours des mois précédant le vote.
Le scrutin voit l'Union progressiste remporter la majorité absolue, tandis que l'abstention s'élève à près de 73 %.

## Contexte
Lors des élections législatives de 2015, le parti Force Cauris pour un Bénin émergent (FCBE) soutenant le président de la République Thomas Boni Yayi, arrive en tête avec un peu plus de 30 % des voix et 33 sièges sur 83. Ayant déjà été élu en 2006 et en 2011, Boni Yayi ne peut se représenter à un troisième mandat, et la présidentielle de 2016 voit l'indépendant Patrice Talon s'imposer au second tour face à Lionel Zinsou (FCBE) avec plus de 65 % des voix. Le Bénin est alors réputé comme un exemple de démocratie sur le continent africain.

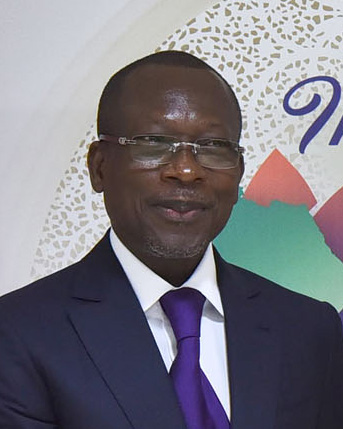
Patrice Talon

Talon entreprend très vite des réformes économiquement libérales. Celles-ci provoquent des manifestations et des mouvements de grèves dans le pays et, en retour, un durcissement de leur réglementation de la part du gouvernement, allant jusqu'à une interdiction dans certains secteurs ; ce qui lui vaut des accusations d'autoritarisme. En parallèle, le président s'engage à lutter contre la corruption qui affecte le pays. Lors de la campagne, le candidat Talon avait ainsi fait de la bonne gouvernance un de ses principaux thèmes, de même qu'un passage au mandat unique, qu'il qualifie alors « d'exigence morale ». Sa réforme visant à l'instituer est cependant bloquée par le parlement, qui refuse de créer le précèdent d'un président en exercice faisant modifier les termes constitutionnels de son mandat.
La date des élections est fixée par décret au 28 avril 2019, au cours du conseil des ministres du 9 janvier 2019 ; le mandat des députés sortants prenant fin en mars. Le 16 janvier, la commission électorale nationale autonome (CENA) reçoit la liste électorale permanente informatisée, augurant d'une tenue du scrutin à la date prévue.
En vue des législatives, Talon regroupe deux ensembles autour de lui. D'une part le Parti du renouveau démocratique (PRD) d’Adrien Houngbédji, le président de l’Assemblée nationale, allié à des figures du nord du pays, et d'autre part l’Union fait la nation (UN), un temps allié au parti de la Renaissance du Bénin (RB). Officiellement sans étiquette, le président avait un moment songé à former trois ensembles distincts, avant d'en réduire le nombre à deux. Sont ainsi finalement créés le Bloc républicain et le Bloc progressiste.
En face, l'opposition — elle même composée de différentes mouvances dont principalement celles dirigées par les anciens présidents Boni Yayi et Nicéphore Soglo ainsi que de Sébastien Ajavon, arrivé troisième à la présidentielle de 2016 — apparait un temps divisée, avant de s'unir en une liste unique le 16 janvier. Cette liste regrouperait notamment le FCBE, l'Union sociale libérale (USL), le Parti communiste du Bénin, ainsi que la Renaissance du Bénin (RB), sous le nom de Coalition pour la défense de la démocratie (CDD),.
Sept formations sont pré-sélectionnées fin février : l’Union progressiste (UP), le Bloc républicain (BR), le Parti du renouveau démocratique (PRD), le Mouvement des élites engagées pour l’émancipation du Bénin (Moele-Bénin), la Force cauri pour le développement du Bénin (FCDB), l’Union sociale libérale (USL) et l’Union démocratique pour un Bénin nouveau (UDBN). Les deux premières étant directement cooptées par le président et les deux suivantes appartenant à la mouvance présidentielle, seules les trois dernières font alors partie de l'opposition.

### Crise politique

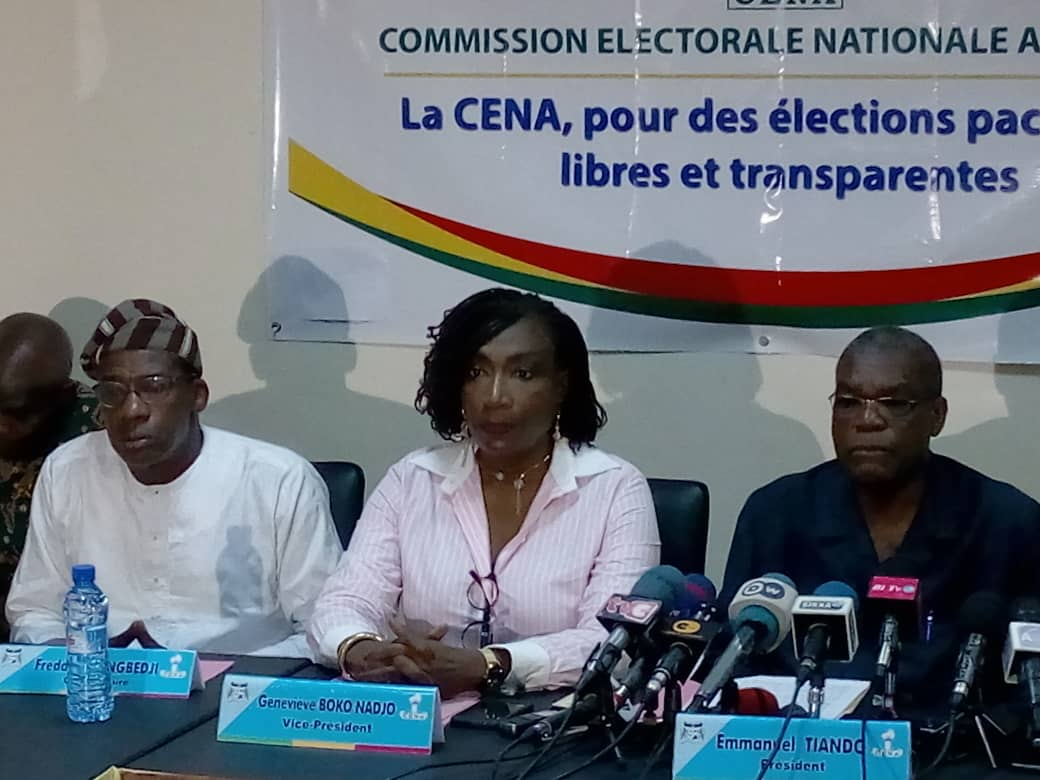
Annonce de la CENA le 4 4 2019-.

Le 5 mars, la Commission électorale nationale autonome (CENA) annonce ne valider que deux listes présentées par des partis soutenant Patrice Talon, soit l'Union progressiste et le Bloc républicain. Toutes les autres listes sont rejetées. Par conséquent, aucun parti d'opposition ne pourra participer aux législatives. Au cours des semaines qui s'ensuivent, le gouvernement, l'opposition et des représentants de la société civile multiplient les rencontres pour tenter de trouver une solution constitutionnelle à la crise politique. Un prolongement du mandat des députés sortants le temps de procéder à un nouvel enregistrement selon des règles modifiées pour être plus inclusives est notamment évoqué.
Début avril, le chef de l'État réunit une dernière fois les présidents des institutions de la République avant de faire un compte rendu en conseil des ministres dans lequel il fait le constat de l'échec des recherches d'une solution au manque d'inclusivité des élections. Le conseil appelle « au respect scrupuleux des textes en vigueur ». Le trois avril, au terme du conseil des ministres, le porte-parole du Gouvernement, Oswald Homéky annonce que « le Conseil a décidé que le gouvernement prendra toutes les dispositions nécessaires à la bonne tenue du scrutin législatif du 28 avril 2019 ». L'opposition appelle au boycott du scrutin.

## Mode de scrutin

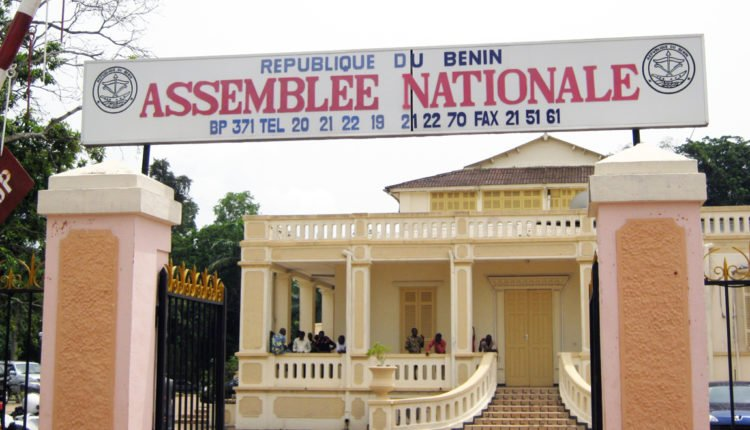
Bâtiment de l'Assemblée nationale en 2019.

L'Assemblée nationale est l'unique chambre du parlement monocaméral du Bénin. Elle est composée de 83 sièges dont les membres sont élus pour quatre ans au scrutin proportionnel de liste dans vingt-quatre circonscriptions correspondant aux limites des départements. Le scrutin se tient avec des listes fermées et les résultats en voix conduisent à une répartition des sièges entre tous les partis ayant franchi le seuil électoral de 10 % des suffrages exprimés, selon le système du quotient simple, puis de la méthode du plus fort reste.

### Changements récents
Un nouveau code électoral (loi no 2018-31) est voté par la commission des lois de l’Assemblée nationale, le 7 août 2018,, suscitant une vive polémique en raison de dispositions destinées à réduire le nombre de formations politiques dans le pays. Parmi les changements, figurent notamment :
- Une forte augmentation de la caution à verser par chaque parti pour pouvoir présenter une liste, de 8,3 millions de FCFA (environ 13 000 euros) à 249 millions de francs CFA (environ 380 000 euros)[6];
- L'établissement du seuil électoral de 10% des suffrages au niveau national ;
- La nécessité qui en découle pour les partis politiques de s'organiser en coalitions, ou blocs.

## Calendrier électoral

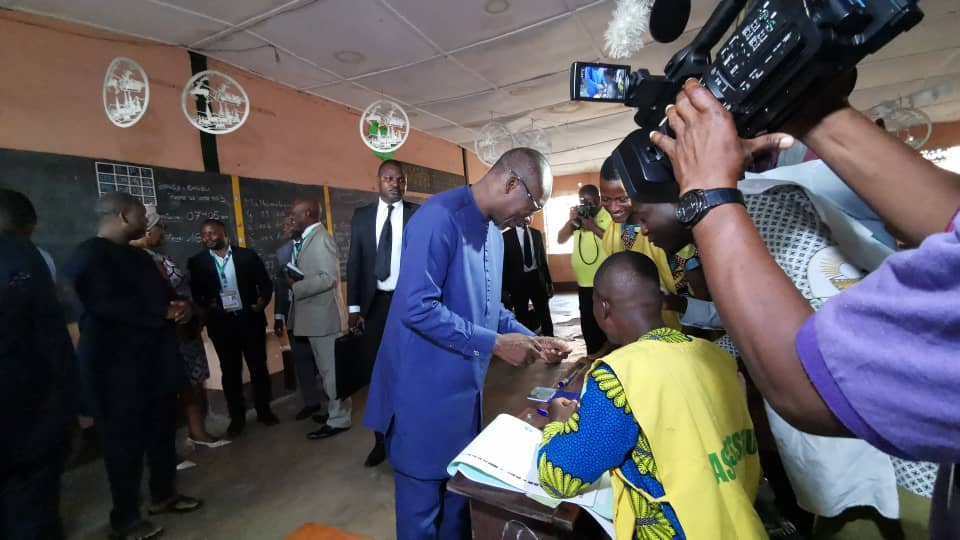
Le président Patrice Talon vote à Cotonou le 29 4 2019.

La Commission électorale nationale autonome (CENA) a publié le mardi 22 janvier 2019 le calendrier électoral des législatives au cours d’un point de presse.
| Période               | Activités                                                                   |
| --------------------- | --------------------------------------------------------------------------- |
| 16 janvier 2019       | Réception de la liste électorale                                            |
| 22 janvier 2019       | Publication de la liste des pièces à fournir par les candidats              |
| 21 au 26 février 2019 | Enregistrement des déclarations de candidatures                             |
| 1er au 8 mars 2019    | Publication de la liste des bureaux de vote par arrondissement              |
| 6 mars 2019           | Publication de la liste des candidatures retenues                           |
| 15 au 19 mars         | Positionnement des partis politiques en lice sur le bulletin unique         |
| 12 au 26 avril 2019   | Campagne électorale                                                         |
| 28 avril 2019         | Jour du scrutin Dépouillement aux bureaux de vote Compilation des résultats |
| 30 avril 2019         | Publication des résultats provisoires par la CENA                           |
| 15 au 30 mai 2019     | Résultats définitifs.                                                       |

## Résultats
Les résultats préliminaires officiels à 86 % du dépouillement donnaient 645 214 voix à l'Union progressiste et 502 411 au Bloc républicain, pour un total de 1 147 625 voix, soit une participation initialement annoncée de 22,99 %. Les résultats définitifs proclamés par la cour constitutionnelle ne font état que du nombre de sièges par partis, ainsi que d'un total des votants de 1 355 776 figurant dans le tableau, avec le taux de participation de 27,12 % finalement proclamé. Les nombres définitifs de voix par parti ainsi que de votes blancs et nuls n'ont pas été rendu public,,.
|                          |                          |           |       |        |  |  |  |  |  |
| Parti                    | Parti                    | Voix      | %     | Sièges |  |  |  |  |  |
|                          | Union progressiste (UP)  |           |       | 47     |  |  |  |  |  |
|                          | Bloc républicain (BR)    |           |       | 36     |  |  |  |  |  |
|                          |                          |           |       |        |  |  |  |  |  |
| Suffrages exprimés       |                          |           |       |        |  |  |  |  |  |
| Votes blancs et nuls     |                          |           |       |        |  |  |  |  |  |
| Total                    | Total                    | 1 353 955 | 100   | 83     |  |  |  |  |  |
| Abstentions              | Abstentions              | 3 638 444 | 72,88 |        |  |  |  |  |  |
| Inscrits / participation | Inscrits / participation | 4 992 399 | 27,12 |        |  |  |  |  |  |

## Analyse et conséquences
Comme attendu, le scrutin est marqué par une abstention massive, tant chez l'opposition que parmi une partie des partisans du gouvernement. L'opposition accuse le président Talon d'autoritarisme, et appelle à un arrêt du processus électoral afin d'organiser un nouveau scrutin inclusif,,. Amnesty International dénonce dans un communiqué, deux jours avant le scrutin, « la vague d'arrestations arbitraires de militants politiques et de journalistes et la répression des manifestations pacifiques ».
Le scrutin est par ailleurs marqué par une coupure totale d'internet le jour du vote, une action vivement critiquée par l'opposition, la société civile et les observateurs internationaux, de même que le niveau de répression jugé « alarmant » de la part du gouvernement,,. Le vote est par ailleurs empêché dans 39 des 546 arrondissements du pays en raison d'incidents causant un mort.
Le 30 avril, la Commission électorale nationale autonome (Cena) rend publiques ses résultats préliminaires portant sur 86 % de bulletins dépouillés. Ceux-ci donnent l’Union progressiste en tête avec 47 sièges contre 36 pour le Bloc républicain. La Cena confirme surtout la baisse du taux de participation, annoncé à 22,99 %. Il avait été de 66 % aux précédentes législatives.
Plusieurs manifestations sont marquées par des violences entre forces de l'ordre et manifestants, ainsi que d'importants dégâts matériels et aux moins deux morts. La police et l'armée interviennent pour disperser des barricades érigées dans plusieurs rues de la capitale Cotonou, notamment via des tirs à balles réelles, causant un mort,. Le ministre de l’Intérieur reconnait que des tirs à balles réelles ont eu lieu de la part de policiers par « nécessité » et promet des sanctions contre les policiers qui n’ont pas suivi la consigne de ne pas tirer
Les résultats définitifs sont proclamés le 2 mai suivant. Si la répartition des sièges reste inchangée, la participation est quant à elle annoncée à 27,12 %. Près de la moitié de la législature sortante est reconduite, 38 députés sur 83 étant réélus. Six ministres du gouvernement du président Patrice Talon parviennent par ailleurs à obtenir un siège : Abdoulaye Bio Tchané, ministre d’État chargé du Développement, Sacca Lafia, ministre de l’Intérieur, Oswald Homeky (Sports), Fortuné Nouatin (Défense), Mahougnon Kakpo (Enseignement secondaire) et Alassane Seidou (Transports). D'autres ministres comme Jean-Claude Houssou (Énergie) et Adidjatou Mathys (Travail et de la Fonction publique) subissent cependant un échec. Les candidats malheureux ont dix jours pour éventuellement contester les résultats auprès de la Cour constitutionnelle.

## Suites
Un dialogue politique s'engage pendant six mois et aboutit à un accord sur les règles de participation aux élections. Les partis ne peuvent plus désormais participer au sein d'alliances, et doivent présenter des candidats dans chaque circonscription afin de concentrer les voix à des formations de réelle envergure nationale. Lors des élections municipales de mai 2020, qui impliquent 546 arrondissements, cinq partis parviennent ainsi à voir leur participation validée en amont par la Cena, contre 34 listes de partis ou d'alliance de partis aux municipales précédentes en 2015.